# Das Lied von der Erde

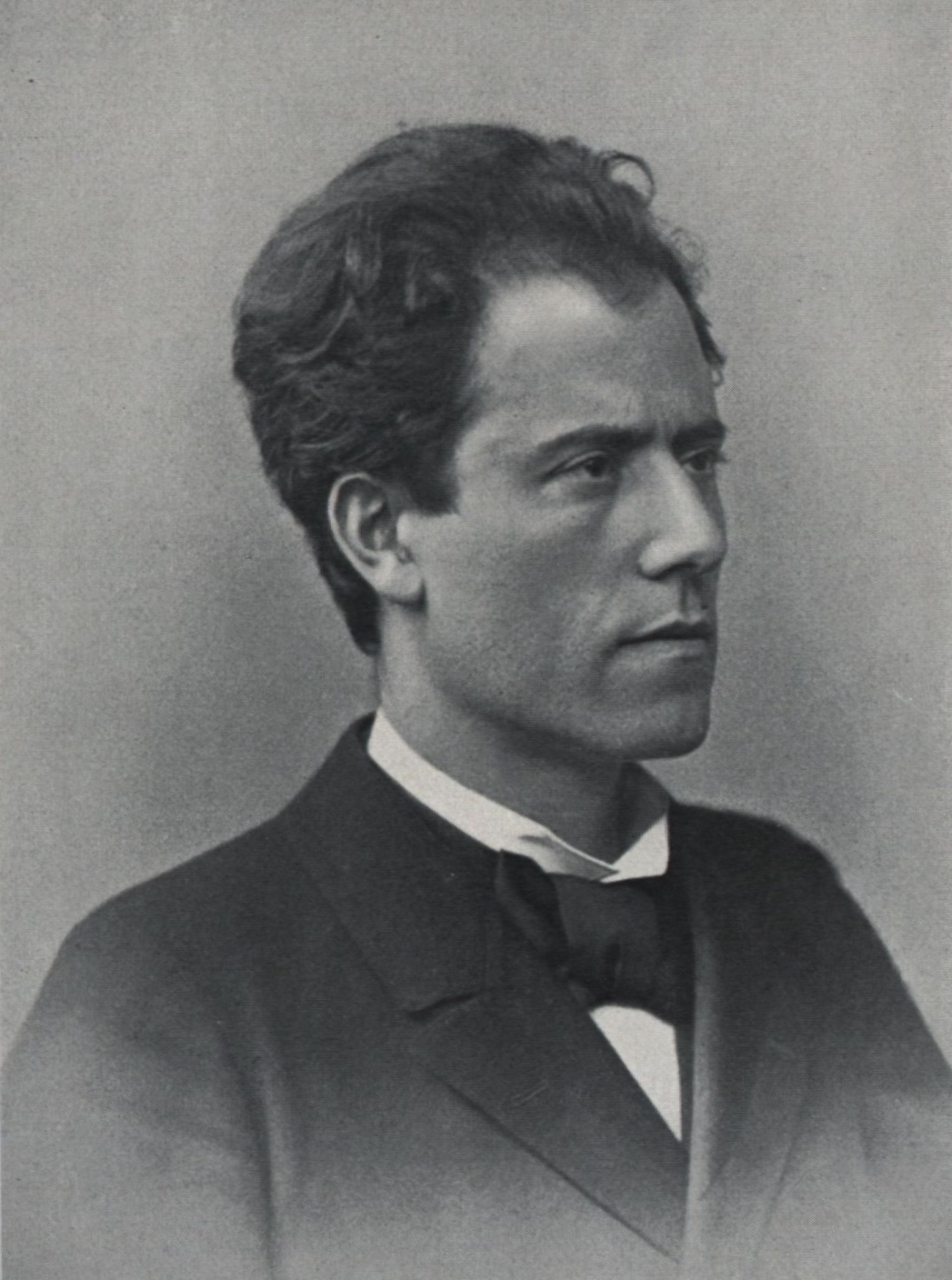
Gustav Mahler

Das Lied von der Erde, eine Symphonie für eine Tenor- und eine Alt- (oder Bariton-) Stimme und Orchester is een grote symfonische liederencyclus van componist Gustav Mahler (1860-1911). De cyclus ontstond gedurende 1908 en 1909 en is geënt op gedichten naar oud-Chinese bronnen van Hans Bethge (1876-1946). Deze Duitse dichter vertaalde de gedichten uit het Frans, waarbij hij zich baseerde op de vertaling van de sinoloog Marie-Jean-Léon, Marquis d'Hervey de Saint Denys (1822-1892). Bethges bloemlezing Die chinesische Flöte (1907), waarvan ook Mahler gebruikmaakte, was een immens populair voorbeeld van Europese literaire chinoiserie.
Voor de bezetting koos Mahler een groot symfonieorkest en twee zangsolisten (een alt of bariton en een tenor). De première vond, na Mahlers dood, plaats op 20 november 1911 in München onder dirigentschap van Bruno Walter.

## Opbouw
Das Lied von der Erde telt zes delen. Mahler zette voor elk deel een gedicht van Hans Bethge uit Die chinesische Flöte op muziek. Tussen haakjes de originele Chinese dichter:
1. Das Trinklied vom Jammer der Erde (Li-Tai-Po, 701–762)
2. Der Einsame im Herbst (Qian Qi, 710–782)[1]
3. Von der Jugend (Li-Tai-Po)
4. Von der Schönheit (Li-Tai-Po)
5. Der Trunkene im Frühling (Li-Tai-Po)
6. Der Abschied (Mong-Kao-Yen, 689/691–740 en Wang-Wei, 698–761)

## Inhoud
Met het Lied von der Erde begon de late periode van het werk van Mahler, waarin hij een duidelijk nieuwe toontaal neerzette vergeleken met zijn eerdere werken. Mahler begon de compositie in 1907, het jaar waarin drie belangrijke gebeurtenissen in zijn leven plaatsvonden. Mahlers oudste dochter Maria Anna (bijnaam 'Putzi') overleed op vierjarige leeftijd aan difterie. Na een door antisemitisme ingegeven campagne in de pers tegen Mahler, moest hij aftreden als directeur van de Weense Staatsopera. Verder ontdekten artsen dat jaar een ernstige hartziekte, waaraan Mahler vier jaar later zou komen te overlijden. In deze toestand bestudeerde Mahler de zes Chinese gedichten. Hij ontwikkelde vanuit de soberheid van de tekst een even sobere toontaal, die in schril contrast staat met eerder werk, waarin hij enorme orkesten en koren voorgeschreven had.
Mahler vermeed voor Das Lied von der Erde de titel 'Symfonie', die hij overigens wel in de ondertitel gebruikte. Hij was bang dat een negende symfonie (zoals bij zijn voorbeelden Ludwig van Beethoven en Anton Bruckner) weleens zijn laatste zou kunnen zijn. Toch past het werk binnen de vormcriteria van een symfonie, net als de andere late Mahlersymfonieën, zodat het met evenveel recht een liederencyclus als een symfoniecantate kan worden genoemd. Het werk valt op omdat het enerzijds in de tijdspanne van twee jaar rond Mahlers echte 9e symfonie ontstond, anderzijds vanwege de ongewone orkestratie en stemming. Mahlers vriend en de dirigent van de première Bruno Walter verwonderde zich er als volgt over:
Ist es wirklich derselbe Mensch, der‚ in Harmonie mit dem Unendlichen‘ den Bau der Achten errichtet hatte, den wir nun im Trinklied vom Jammer der Erde wiederfinden? Der einsam im Herbst zur trauten Ruhestätte schleicht, nach Erquickung lechzend? Der mit freundlichem Altersblick auf die Jugend, mit sanfter Rührung auf die Schönheit schaut? Der in der Trunkenheit Vergessen des sinnlosen irdischen Daseins sucht und schließlich in Schwermut Abschied nimmt? […] Es ist kaum derselbe Mensch und Komponist. Alle Werke bis dahin waren aus dem Gefühl des Lebens entstanden […] Die Erde ist im Entschwinden, eine andere Luft weht herein, ein anderes Licht leuchtet darüber […].— Bruno Walter
Bruno Walter bleef gedurende vele jaren een van de belangrijkste interpretatoren van het werk, dat hij veelvuldig uitvoerde en opnam op de grammofoonplaat. Daarmee droeg hij wezenlijk bij aan de verbreiding van de compositie. Voor zangers was en is het stuk een uitdaging. De tenor moet de eigenschappen van de 'tenore di forza' (heldentenor) in het eerste en vijfde deel combineren met die van de 'tenore lirico' (lyrische tenor) in het derde. De alt of bariton staat in het slotdeel Der Abschied voor de moeilijke taak de muziek bij de laatste woorden "Ewig... ewig..." bijna onhoorbaar te laten wegsterven.
Er bestaat ook een versie voor klein orkest of ensemble van Arnold Schönberg, waarvan een klein fragment van het eerste deel bewaard is gebleven. Deze is door Rainer Riehn gereconstrueerd en aangevuld.
Een opname met de Weense Staatsopera-tenor Julius Patzak, Kathleen Ferrier en de Wiener Philharmoniker onder leiding van Bruno Walter is nu zeer geliefd. Ook de opname met Fritz Wunderlich, Christa Ludwig en het London Philharmonic Orchestra onder Otto Klemperer werd zeer bekend. Dietrich Fischer-Dieskau en Thomas Hampson zijn de bekendste voorbeelden van baritons die - in plaats van een alt - de partij met de diepere zangstem voor hun rekening hebben genomen. Op de opname waarbij de tenor Jonas Kaufmann zowel de alt/bariton- als de tenorpartijen voor zijn rekening nam, kwam kritiek omdat dit niet Mahlers bedoeling kon zijn geweest.

## Bezetting per deel
| Deel                                 | Orkestratie |
| ------------------------------------ | --- |
| I. Das Trinklied vom Jammer der Erde | tenor 1 piccolo, 3 dwarsfluiten, 3 hobo's (3e verdubbeld met althobo), 3 klarinetten (1xEs, 2xBes), 1 basklarinet, 3 fagotten 4 hoorns (F), 3 trompetten (F), 3 trombones slagwerk (glockenspiel, bekkens) 2 harpen strijkers                                                                         |
| II. Der Einsame im Herbst            | alt of bariton 2 dwarsfluiten, 2 hobo's, 2 klarinetten (Bes), 1 basklarinet (Bes), 3 fagotten 4 hoorns (F) 2 harpen strijkers |
| III. Von der Jugend                  | tenor 1 piccolo, 2 dwarsfluiten, 2 hobo's, 2 klarinetten (Bes), 2 fagotten 4 hoorns (F), 1 trompet (Bes) slagwerk (kleine trom, bekkens, triangel) Strijkers |
| IV. Von der Schönheit                | alt of bariton 1 piccolo, 3 dwarsfluiten, 3 hobo's, 4 klarinetten (1xEs, 3xBes), 3 fagotten (3e verdubbeld met contrafagot) 4 hoorns (F), 2 trompetten (beide: F+Bes), 3 trombones, 1 tuba pauken, slagwerk (glockenspiel, kleine trom, tamboerijn, grote trom, bekkens) mandoline 2 harpen strijkers |
| V. Der Trunkene im Frühling          | tenor 1 piccolo, 2 dwarsfluiten, 2 hobo's, 3 klarinetten (1xEs, 2xBes), 2 fagotten, 1 contrafagot 4 hoorns (F), 1 trompet (F+Bes) slagwerk (triangel) 1 harp strijkers |
| VI. Der Abschied                     | alt of bariton 1 piccolo, 3 dwarsfluiten, 3 hobo's (3e verdubbeld met althobo), 3 klarinetten (Bes), 1 basklarinet (Bes+A), 3 fagotten (3e verdubbeld met contrafagot) 4 hoorns (F), 3 trombones slagwerk (tamtam, grote trom) mandoline celesta, 2 harpen strijkers                                  |

## Lied von der Erde
| 1. Das Trinklied vom Jammer der Erde Schon winkt der Wein im goldnen Pokale, Doch trinkt noch nicht, erst sing ich euch ein Lied! Das Lied vom Kummer soll auflachend in die Seele euch klingen. Wenn der Kummer naht, liegen wüst die Gärten der Seele, Welkt hin und stirbt die Freude, der Gesang. Dunkel ist das Leben, ist der Tod. Herr dieses Hauses! Dein Keller birgt die Fülle des goldenen Weins! Hier, diese Laute nenn' ich mein! Die Laute schlagen und die Gläser leeren, Das sind die Dinge, die zusammen passen. Ein voller Becher Weins zur rechten Zeit Ist mehr wert als alle Reiche dieser Erde! Dunkel is das Leben, ist der Tod. Das Firmament blaut ewig und die Erde Wird lange fest stehen und aufblühn im Lenz. Du aber, Mensch, wie lang lebst denn du? Nicht hundert Jahre darfst du dich ergötzen An all dem morschen Tande dieser Erde! Seht dort hinab! Im Mondschein auf den Gräbern hockt eine wildgespenstische Gestalt - Ein Aff ist's! Hört ihr, wie sein Heulen hinausgellt in den süßen Duft des Lebens! Jetzt nehm den Wein! Jetzt ist es Zeit, Genossen! Leert eure goldnen Becher zu Grund! Dunkel ist das Leben, ist der Tod! | Het drinklied over het leed der wereld De wijn wenkt al in gouden bokalen, Wacht met drinken, eerst zing ik een lied voor jullie! Dat dit lied over leed lachend in jullie zielen zal weerklinken. Als leed dichterbij komt, verkilt de hof van de ziel, Verwelkt en sterft vreugde en gezang. Duister is het leven, duister is de dood Heer des huizes! Jouw kelder kent een overvloed aan gouden wijnen! Deze luit hier noem ik de mijne! Luiten klinken en glazen ledigen zich. Dat zijn waarlijk dingen die samenvallen. Een volle beker wijn op het goede moment Is meer waard dan alle koninkrijken van de wereld. Duister is het leven, duister is de dood. Het firmament is eeuwig blauw en de aarde Zal nog lang bestaan en opbloeien in de lente. Maar jij, mens, hoe lang zal jij nog leven? Geen honderd jaar mag je je nog vermaken Met alle rotte tanden van de wereld! Kijk daar eens! In de maneschijn hokt op de graven een woeste spookachtige gestalte – Het is een aap! Hoor hoe zijn grommen zich laat gelden In de zoetheid des levens! Laten wij nu de wijn pakken! Nu is het tijd, kameraden! Leeg jullie gouden bekers tot de bodem! Duister is het leven, duister is de dood! |
| 2. Der Einsame im Herbst Herbstnebel wallen bläulich überm See; Vom Reif bezogen stehen alle Gräser; Man meint', ein Künstler habe Staub vom Jade Über die feinen Blüten ausgestreut. Der süße Duft der Blumen is verflogen; Ein kalter Wind beugt ihre Stengel nieder. Bald werden die verwelkten, goldnen Blätter Der Lotosblüten auf dem Wasser ziehn. Mein Herz ist müde. Meine kleine Lampe Erlosch mit Knistern; es gemahnt mich an den Schlaf. Ich komm zu dir, traute Ruhestätte! Ja, gib mir Ruh, ich hab Erquickung not! Ich weine viel in meinen Einsamkeiten. Der Herbst in meinem Herzen währt zu lange. Sonne der Liebe, willst du nie mehr scheinen, Um meine bittern Tränen mild aufzutrocknen? | De eenzame in de herfst Blauwachtige herfstnevel spreidt zich over het meer; Het gras is bedekt met rijp; Het lijkt wel of een kunstenaar stof van jade Over bloeiende bloempjes heeft uitgestrooid. De zoete geur van bloemen is vervlogen; Een koude wind buigt hun stengels naar de grond. Spoedig zullen de verwelkte, gouden bladen van de bloeiende lotus op het water drijven. Mijn hart is vermoeid. Mijn kleine lamp dooft knisperend; Ik word gemaand te gaan slapen. Ik kom al, vertrouwde rustplaats! Ja, geef mij rust, ik moet nodig verkwikt zijn! Ik huil veel in mijn eenzaamheid. De herfst in mijn hart duurt te lang. Zon van de liefde, wil je nooit meer schijnen, Om mijn bittere tranen zacht af te drogen? |
| 3. Von der Jugend Mitten in dem kleinen Teiche Steht ein Pavillon aus grünem Und aus weißem Porzellan. Wie der Rücken eines Tigers Wölbt die Brücke sich aus Jade Zu dem Pavillon hinüber. In dem Häuschen sitzen Freunde, Schön gekleidet, trinken, plaudern, Manche schreiben Verse nieder. Ihre seidnen Ärmel gleiten Rückwärts, ihre seidnen Mützen Hocken lustig tief im Nacken. Auf des kleinen Teiches stiller Wasserfläche zeigt sich alles Wunderlich im Spiegelbilde, Alles auf dem Kopfe stehend In dem Pavillon aus grünem Und aus weißem Porzellan; Wie ein Halbmond steht die Brücke, Umgekehrt der Bogen. Freunde, Schön gekleidet, trinken, plaudern. | Over de jeugd Midden in de kleine vijver Staat een paviljoen van groen En wit porselein. Als de rug van een tijger Buigt de brug als van jade Zich naar het paviljoen over. In het huisje zitten vrienden, Mooi gekleed, drinken en praten, Sommige schrijven verzen. Hun zijden mouwen zakken terug, hun zijden mutsen Rusten aangenaam diep in de nek/ Op het stille oppervlak Van de kleine vijver vertoont alles Zich wonderlijk in spiegelbeeld. Alles staat op zijn kop In het paviljoen van groen En wit porselein. De omgekeerde boog van de brug Staat als een halve maan. Vrienden, Mooi gekleed, drinken en praten. |
| 4. Von der Schönheit Junge Mädchen pflücken Blumen, Pflücken Lotosblumen an dem Uferrande. Zwischen Büschen und Blättern sitzen sie, Sammeln Blüten in den Schoß und rufen Sich einander Neckereien zu. Goldne Sonne webt um die Gestalten, Spiegelt sie im blanken Wasser wider. Sonne spiegelt ihre schlanken Glieder, Ihre süßen Augen wider, Und der Zephyr hebt mit Schmeichelkosen das Gewebe Ihrer Ärmel auf, führt den Zauber Ihrer Wohlgerüche durch die Luft. O sieh, was tummeln sich für schöne Knaben Dort an dem Uferrand auf mut'gen Rossen, Weithin glänzend wie die Sonnenstrahlen; Schon zwischen dem Geäst der grünen Weiden Trabt das jungfrische Volk einher! Das Roß des einen wiehert fröhlich auf Und scheut und saust dahin; Über Blumen, Gräser, wanken hin die Hufe, Sie zerstampfen jäh im Sturm die hingesunknen Blüten. Hei! Wie flattern im Taumel seine Mähnen, Dampfen heiß die Nüstern! Goldne Sonne webt um die Gestalten, Spiegelt sie im blanken Wasser wider. Und die schönste von den Jungfraun sendet Lange Blicke ihm der Sehnsucht nach. Ihre stolze Haltung is nur Verstellung. In dem Funkeln ihrer großen Augen, In dem Dunkel ihres heißen Blicks Schwingt klagend noch die Erregung ihres Herzens nach | Over schoonheid Jonge meisjes plukken bloemen, Zij plukken lotus bloemen aan de waterkant. Zij zitten tussen bosjes en bladeren, Verzamelen bloemen in hun schoot en maken Gekheid met elkaar. Gouden zonnestralen weven zich rond de gestalten, Weerspiegelt hen in het glinsterende water. De zon weerspiegelt hun slanke ledematen, Hun zoete ogen, En Zefier lichtte liefkozend het weefsel van hun mouwen op. En blies de betoverend heerlijke geur de lucht in. En kijk, hoe stoeien daar aan de rand van de oever schone knapen op vurige paarden, oplichtend ver om zich heen als zonnestralen; Op de grazige weiden Draaft het jonge frisse volkje al nabij! Het ros van een van hen hinnikt vrolijk En komt er woest dravend aan. Boven de bloemen en het gras slaan de hoeven achterover, Vertrappen de in de storm al neergeslagen bloemstengels. O! Hoe fladderen in zijn roes zijn manen, Dampen heet de neusgaten! Gouden zonnestralen weven zich rond de gestalten, Weerspiegelt hen in het glinsterende water. En de mooiste van de jonge meisjes zendt In een lange blik hem haar verlangen na. Haar trotse houding is slechts schijn. In het fonkelen van haar grote ogen, In het vuur van haar donkere blik Trilt nog klagend de opwinding van haar hart na. |
| 5. Der Trunkene im Frühling Wenn nur ein Traum das Dasein ist, Warum denn Müh und Plag? Ich trinke, bis ich nicht mehr kann, Den ganzen, lieben Tag! Und wenn ich nicht mehr trinken kann, Weil Leib und Kehle voll, So tauml' ich hin vor meiner Tür Und schlafe wundervoll! Was hör ich beim Erwachen? Horch! Ein Vogel singt im Baum. Ich frag ihn, ob schon Frühling sei, Mir ist als wie im Traum. Der Vogel zwitschert: "Ja! Der Lenz Sei kommen über Nacht!" Ich seufze tief ergriffen auf Der Vogel singt und lacht! Ich fülle mir den Becher neu Und leer ihn bis zum Grund Und singe, bis der Mond erglänzt Am schwarzen Firmament! Und wenn ich nicht mehr singen kann, So schlaf ich wieder ein, Was geht denn mich der Frühling an!? Laßt mich betrunken sein! | De dronkaard in de lente Als ‘t bestaan maar een droom is, Waarom dan al ‘t bejag Ik drink, tot ik niet meer kan, De ganse lieve dag! En als ik niet meer drinken kan, Ben ik ladderzat, Dan zijg ik neer voor mijn deur En slaap lekker op de mat! Wat hoor ik bij ’t ontwaken, Hoor! Een vogel zingt in de boom. Ik vraag hem of het lente is, Of dat ik leef in een droom? De vogel kwettert: “Ja! De lente Is aangewaaid vannacht!” Ik kom diep geroerd omhoog De vogel zingt en lacht! Ik vul mijn beker helemaal vol En leeg hem in één moment En zing, tot de maan schijnt Aan het zwarte firmament! En als ik niet meer zingen kan, Val ik opnieuw in slaap, Wat gaat mij de lente aan!? Liever drink ik mij een aap! |
| 6. Der Abschied Die Sonne scheidet hinter dem Gebirge. In allen Tälern steigt der Abend nieder Mit seinen Schatten, die voll Kühlung sind. O sieh! Wie eine Silberbarke schwebt Der Mond am blauen Himmelssee herauf. Ich spüre eines feinen Windes Wehn Hinter den dunklen Fichten! Der Bach singt voller Wohllaut durch das Dunkel. Die Blumen blassen im Dämmerschein. Die Erde atmet voll von Ruh und Schlaf, Alle Sehnsucht will nun träumen. Die müden Menschen gehn heimwärts, Um im Schlaf vergeßnes Glück Und Jugend neu zu lernen! Die Vögel hocken still in ihren Zweigen. Die Welt schläft ein! Es wehet kühl im Schatten meiner Fichten. Ich stehe hier und harre meines Freundes; Ich harre sein zum letzten Lebewohl. Ich sehne mich, o Freund, an deiner Seite Die Schönheit dieses Abends zu genießen. Wo bleibst du? Du läßt mich lang allein! Ich wandle auf und nieder mit meiner Laute Auf Wegen, die vom weichen Grase schwellen. O Schönheit! O ewigen Liebens - Lebenstrunkne Welt! Er stieg vom Pferd und reichte ihm den Trunk Des Abschieds dar. Er fragte ihn, wohin Er führe und auch warum es müßte sein. Er sprach, seine Stimme war umflort: Du, mein Freund, Mir war auf dieser Welt das Glück nicht hold! Wohin ich geh? Ich geh, ich wandre in die Berge. Ich suche Ruhe für mein einsam Herz. Ich wandle nach der Heimat, meiner Stätte. Ich werde niemals in die Ferne schweifen. Still ist mein Herz und harret seiner Stunde! Die liebe Erde allüberall Blüht auf im Lenz und grünt Aufs neu! Allüberall und ewig Blauen licht die Fernen! Ewig... ewig... * | Het afscheid De zon verdwijnt achter de bergen. In alle dalen valt de avond. Met zijn schaduwen van koelte. O kijk! Als een zilveren bark zeilt de maan Over de blauwe hemel zee. Ik word een fijn briesje gewaar Achter de donkere sparren! De beek klinkt welluidend in de duisternis. De bloemen verbleken in de schemering. De aarde ademt een en al rust en slaap. Alle dromen komen tot leven. Vermoeide mensen keren huiswaarts, Om al slapend hun verloren geluk En jeugd terug te vinden. De vogels hokken stil op hun tak. De wereld slaapt in. Een koel windje waait in de schaduw van mijn sparren. Ik wacht en hoop op de komst van mijn vriend. Ik verbeid zijn laatste afscheid. Ik verlang er naar, mijn vriend, met jou te zijn. Samen de schoonheid van deze avond te genieten. Waar blijf je? Je laat mij lang alleen. Ik loop op en neer en bespeel mijn luit Op paden, opbollend van zacht gras. O schoonheid! O eeuwige liefdes – levensdronken Wereld! Hij steeg af van zijn paard en reikte hem De afscheidsdronk aan. Hij vroeg hem, waarheen De tocht voerde en ook of het zo moest zijn. Hij sprak, zijn stem was omfloerst: Vriend, Op deze wereld was mij het geluk niet goed gezind! Waarheen ik ga? Ik trek door de bergen. Ik zoek rust voor mijn eenzaam hart. Ik trek naar het thuisland, naar mijn eigen plek. Ik zal nooit de verten opzoeken. Mijn hart is stil en beidt zijn uur. De lieve aarde al overal Bloeit in de lente op en kleurt groen Wordt herboren! Al overal en eeuwig lichten de verten blauw op! Eeuwig… eeuwig… Vertaling August Agasi, 2021 |

## Discografie (selectie)
- Bruno Walter (Dir.), Kerstin Thorborg (Alt), Charles Kullman (Tenor), Wiener Philharmoniker. Wenen 1936 (mono). EMI
- Bruno Walter (Dir.), Kathleen Ferrier (Alt), Julius Patzak (Tenor), Wiener Philharmoniker. Wenen 1952 (mono). Decca 466 576–2
- Bruno Walter (Dir.), Mildred Miller (Alt), Ernst Haefliger (Tenor), New York Philharmonic. New York 1960. Sony SMK 64455
- Otto Klemperer (Dir.), Christa Ludwig (Mezzo), Fritz Wunderlich (Tenor), Philharmonia/New Philharmonia Orchestra. Londen 1964/66. EMI 566892-2
- Carlos Kleiber (Dir.), Christa Ludwig (Mezzo), Waldemar Kmentt (Tenor), Wiener Symphoniker. Wenen 7 juni 1967. Memories
- Rafael Kubelík (Dir.), Janet Baker (Alt), Waldemar Kmentt (Tenor), Symphonieorchester des Bayerischen Rundfunks, 1970. Audite 95.491
- Hermine Haselböck (Mezzosopran), Bernhard Berchtold (Tenor), Markus Vorzellner (Klavier). C-AVI MUSIC 4260085531257 (Mahlers versie voor hoge en middelhoge zangstem en piano, 1908. Opgenomen 2008 ter ere van het honderdjarig jubileum in Kulturzentrum Toblach, in samenwerking met de Gustav-Mahler-Musikwochen Toblach 2008).